# Friedensweg (Dolomity)

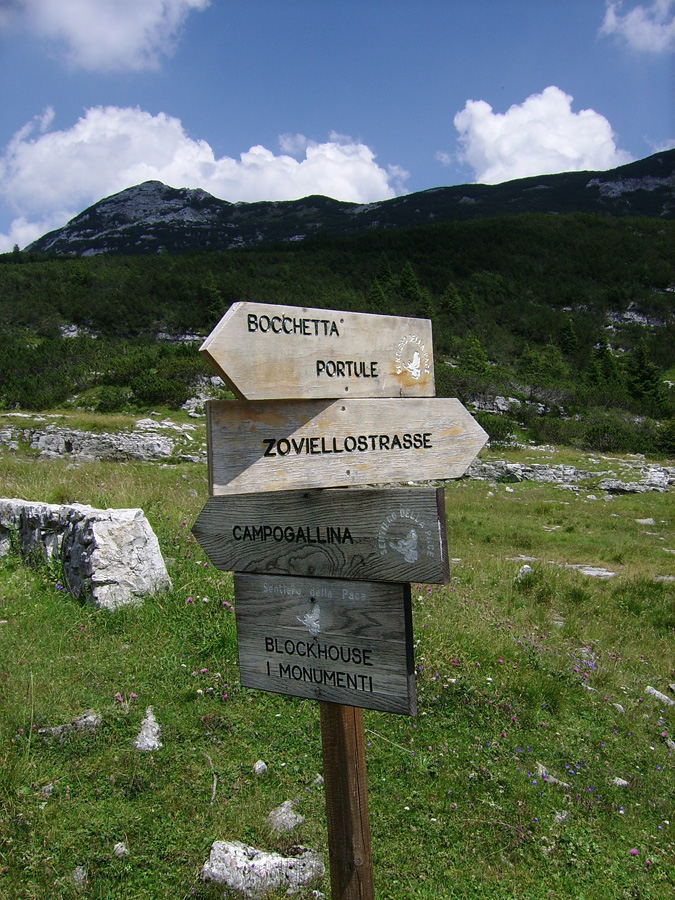
Směrové tabulky na Friedensweg

Friedensweg (italsky Sentiero della Pace) je asi 700 km dlouhá vnitroitalská vysokohorská stezka podél bývalé italsko-rakouské frontové linie první světové války v Alpách. Byla vybudována v polovině 20. století na základě vojenských cest používaných během alpské války a je jednou z nejvýznamnějších historických dálkových turistických tras v severní Itálii.
Stezka Friedensweg je dlouhá přibližně 700 kilometrů. Vede z průsmyku Stilfser Joch (Passo Stelvio) na švýcarských hranicích do 150 kilometrů vzdálených Sextenských Dolomit a klesá do úrodného údolí Etschtal u Rovereta. Nejvyšší místa na stezce se nacházejí ve výšce nad 3 000 metrů. Při túře po Friedensweg se nastoupá celkem asi 37 000 výškových metrů a klesne se o 38 000 metrů.

## Politicko-vojenské pozadí
V letech 1915 až 1917 byly Dolomity po dva a půl roku dějištěm urputných bojů, když zde ve vysokých horách zuřila válka mezi italskými a rakousko-německými vojsky (I. rajón italské fronty). Do dnešních dnů se z velké části dochovaly němé památky na toto období strádání desetitisíců vojáků: důmyslná opevnění, otvory a výdřevy ve skalách, rezavějící střepiny, spoušť po rozsáhlých odstřelech atd. Jen samotné, často dobrodružně vybudované cesty se postupně začaly rozpadat.

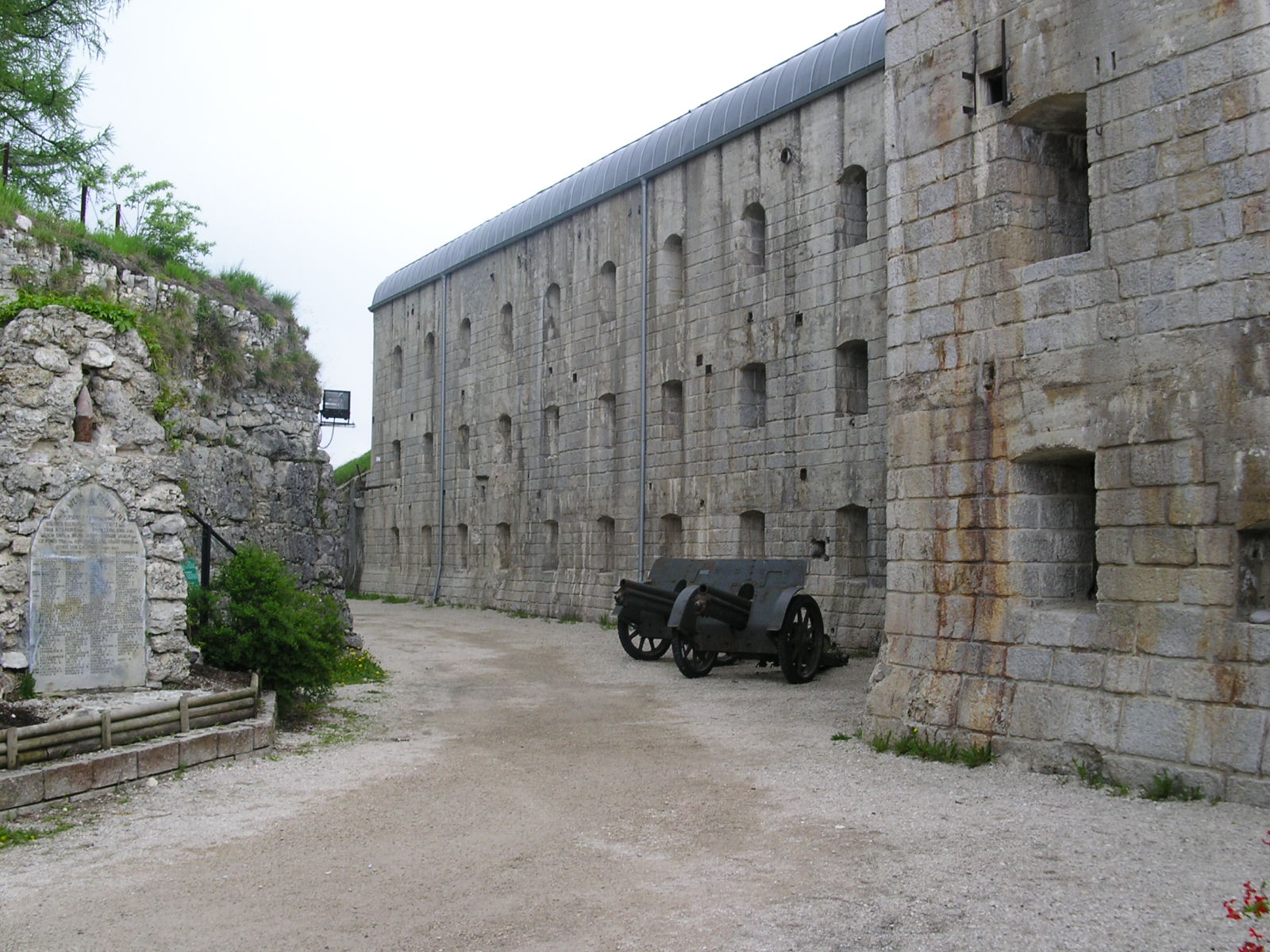
Pevnost Gschwent u Lavarone

Myšlenka zachovat vojenské lávky a zařízení jako součást projektu usmíření mezi Tyrolskem a Itálií se objevila brzy po dohodě Gruber-Degasperi (1946). Dohoda měla vést k autonomii Jižního Tyrolska, které bylo v roce 1919 odtrženo od Rakouska, ale v 50. a 60. letech 20. století se opět prosadila dřívější politika italianizace.
Práce na Friedensweg poté pokračovaly rychleji. Dnes jsou stezky a památky oblíbeným cílem turistů a horolezců a jeskyně vytesané hluboko do strmých skalních stěn připomínají doby bojů na jazykové hranici. Díky automomii Jižního Tyrolska, která byla nakonec uzavřena v roce 1972, je dnes tato vzpomínka pro obě strany do značné míry bezbolestná.

## Průběh Friedensweg
Friedensweg začíná na západě téměř u švýcarských hranic v průsmyku Stelvio (2760 m) a vede do Sextenských Dolomit, poblíž dnešních hranic s Rakouskem (Východní Tyrolsko). Táhne se v délce více než 700 kilometrů romantickým horským světem Lombardie, Trentina, Jižního Tyrolska a Benátska. Nejnižší bod stezky je v Riva del Garda (70 m), nejvyšší na vrcholu Marmolata, Punta Penia (3343 m).
Stezka začíná v průsmyku Stelvio, nejvyšším italském horském průsmyku, kde se nachází současná hranice mezi provinciemi Jižní Tyrolsko a Trentino. Zatímco fronta se táhla přes ledovce Ortler (s nejvyšším místem v evropské historii) a Königsspitze, podél jejichž úpatí vede Friedensweg, po které se mohou vydat i zkušení horští turisté bez vysokohorského vybavení. V horských skupinách Ortles a Adamello-Presanella vede několikrát přes průsmyky přesahující výšku 3000 m. V následujících Gardských horách se vysokohorská trasa zplošťuje, ale nyní vede přes známé vrcholy, jako je Monte Cadria, Monte Altissimo di Nago a další hory nad 2000 metrů. Poté cesta klesá do úrodné ovocnářské a vinařské krajiny údolí Adige nedaleko města Rovereto, kde se nachází Italské historické válečné muzeum, největší muzeum druhé světové války v oblasti. Ve Vizentinských Alpách vede trasa nejprve přes Monte Zugna, vrchol Cima Carega a nakonec na Monte Pasubio - "horu 10 000 mrtvých". Odstřelený vrchol (Dente italiano) dodnes působivě ukazuje následky minové války, při níž se protivníci podkopávali tunelovými chodbami a mnoha tunami dynamitu vyhazovali do povětří vojenské pozice. Friedensweg pak vede přes náhorní plošiny Folgaria a Lavarone k jezeru Caldonazzosee. Na tomto úseku můžete navštívit mnoho opevnění, například Forte Belvedere (Gschwent), Forte Lusern, Forte Cherle a Forte Vezzena. Dálková trasa následně vede přes Fleimstalské Alpy do průsmyku Passo Rolle a odtud pokračuje přes Dolomity. Horolezeckým vrcholem Friedensweg je Marmolata (pro vysokohorské túry a via ferraty je nutné horolezecké vybavení, jinak se dá obejít), jejíž ledovec byl za první světové války skutečným městem v ledu s kilometrovými tunely a budovami postavenými v trhlinách. Stezka pokračuje na Col di Lana, jejíž vrchol byl během horské války odstřelen a dnes je ztělesněním války v Dolomitech. Odtud se pokračuje přes Lagazuoi do města Cortina d'Ampezzo a odtud na Drei Zinnen (2999 m) uprostřed Sextenských Dolomit. Přes horské štíty Sextenských slunečních hodin pokračuje do města Sexten, kde končí.
Přirozeným pokračováním Friedensweg je Karnischer Höhenweg (Via della Pace), která prochází po hlavním hřebeni Karnských Alp.

## Úseky Friedensweg
Friedensweg lze po celé její délce projít v přibližně 45 etapách. V literatuře se uvádějí tyto fáze:
- Stelvio do Passo Tonale (Ortolské Alpy): 5 dní
- Z Passo Tonale do Lardaro (Adamello-Presanella Alpy): 5 dní
- Lardaro přes Riva del Garda do Rovereta (Gardské Alpy): 10 dní
- Z Rovereta do Caldonazza (Vizentinské Alpy): 9 dní
- Z Caldonazza do Passo Rolle (Fleimstalské Alpy): 7 dní
- Z Passo Rolle do Sextenu (Dolomity): 9 dní

První dvě etapy horských skupinách Ortles a Adamello-Presanella se vyznačují náročnými horskými stezkami a vysokou nadmořskou výškou, což vyžaduje zkušenosti a kondici. Tyto fáze jsou obvykle průchozí od července do září. To platí i pro úsek v Dolomitech. Zbývající úseky se řadí spíše mezi středně náročné horské stezky a nepřesahují výšku 3 000 metrů. Obvykle je lze navštívit od června do října, někdy již v květnu. Pro výstup na Marmolatu, nejvyšší vrchol Dolomit, potřebujete zkušenosti s vysokohorskou turistikou a via ferratami a odpovídající vybavení.